# Conseil national de la Résistance (1962)
Pour les articles homonymes, voir CNR.
Le Conseil national de la Résistance (CNR) est un conseil secret voué à la défense de l'Algérie française, fondé le 20 mai 1962 par le général Salan, Georges Bidault, Jacques Soustelle, Antoine Argoud et Pierre Sergent, à Milan. Son nom fait référence au Conseil national de la Résistance de 1943. Il succède au Comité de Vincennes fondé en 1960 pour la défense de la même cause. Il se fond dans l'OAS, Organisation Armée Secrète créée en février 1961.

## Contexte de la défense de l'Algérie française
Pendant la guerre d'Algérie, à la fin des années 1950, des organisations sont créées en métropole par des personnalités politiques favorables au maintien d'une Algérie française, comme l’USRAF, Union pour le salut et le renouveau de l’Algérie française, en 1957, et le comité de Vincennes, en 1960. Ces deux organisations comptaient des membres de différents bords politiques, dont les convictions colonialistes n'allaient pas jusqu'à la participation aux activités terroristes de l'OAS, Organisation Armée Secrète.
A la fin de la guerre d'Algérie en 1962, certains membres de ces organisations se radicalisent, passent dans l'opposition au général de Gaulle et s'inscrivent dans le sillage de l'OAS. C'est le cas notamment de Georges Bidault, dans lequel le général Salan, chef de l'OAS, voyait son successeur à la tête de l'organisation terroriste. C'est le cas aussi de Jacques Soustelle, ancien gouverneur général de l'Algérie et ancien ministre. Tous deux comptent parmi les principaux fondateurs du CNR de 1962.

### Changement de position à l'égal du général de Gaulle
Partisan de l’Algérie française, ancien résistant, ancien président du CNR de 1943, Georges Bidault est l’un des membres de l’« Union pour le salut et le renouveau de l’Algérie française » (USRAF), mouvement fondé par Jacques Soustelle. Georges Bidault vote pour l'investiture de Charles de Gaulle en 1959, espérant que le général va garder l'Algérie au sein de la République.
Mais rapidement, le doute saisit les membres de l'USRAF concernant la politique du général de Gaulle. Le discours de De Gaulle du 16 septembre 1959 sur l’autodétermination en Algérie les jette dans une opposition résolue à sa politique algérienne. Le 19 septembre 1959 le Rassemblement pour l'Algérie française est créé ; il compte par ses principaux membres Georges Bidault, Roger Duchet, Pascal Arrighi et Jean-Baptiste Biaggi.
Le divorce entre ce groupe et les autorités politiques françaises s'aggrave : en janvier 1960 le gouvernement Debré interdit aux membres du parti de se rendre à Alger au moment de l’affaire « des barricades » ; le 5 février 1960, Jacques Soustelle, fondateur de l'USRAF, et ministre de l'information, est exclu du gouvernement ; en avril 1960, Jacques Soustelle est exclu de l’UNR (Union pour la nouvelle République), parti gaulliste, en raison de son opposition à la politique algérienne du général de Gaulle.

### Fondation du Comité de Vincennes
Le 17 juin 1960, Jacques Soustelle fonde le "Comité de Vincennes" ; ce groupe rassemble plus de deux cents personnalités venant d’horizons politiques variés qui s’engagent à « défendre en toutes circonstances » l'Algérie comme « terre de souveraineté française », « partie intégrante de la République »..
Surveillé étroitement par la police, Georges Bidault participe à une réunion du « Comité de Vincennes », le 16 novembre 1961, réunion où des menaces de mort ont été proférées visant le général de Gaulle. Cet épisode conduit à la dissolution du Comité de Vincennes par le gouvernement. Le mouvement entre dans la clandestinité.

## CNR-OAS

### Fondation
Le 30 mars 1962 le général Salan par ailleurs chef de l'OAS, institue un « Conseil national de la Résistance », censé incarner « la légitimité française » devant « la carence, l’abandon et la trahison des hommes en place ».
Le 20 mai 1962, est créé le comité exécutif du Conseil national de la Résistance à Rome, par Georges Bidault ; Jacques Soustelle ; Antoine Argoud, responsable de l'OAS métropole ; Pierre Sergent et Jean Brune, à Milan. Georges Bidault est nommé président de ce nouveau CNR ; en mars 1962, Bidault avait quitté la France pour se réfugier en Suisse puis en Italie.
Le CNR «perpétue le combat de l'Organisation armée secrète» selon l'historienne Sylvie Thénault. Le choix du nom « CNR » manifeste la volonté des fondateurs de se présenter comme les héritiers de la Résistance française contre le IIIe Reich lors de la Seconde Guerre mondiale. Plusieurs analystes critiquent l'amalgame pratiqué par les fondateurs du CNR de 1962, amalgame qui suggère une équivalence possible entre l'Algérie et l'Alsace-Lorraine (territoire français perdu après la défaite contre la Prusse), ainsi qu'une identification du général de Gaulle à Adolf Hitler. Au moment de la naissance de l’OAS, en février 1961, Georges Bidault avait présenté de fait cette organisation comme « l’armée de la nouvelle Résistance ».
En juillet 1962, Bidault ayant donné deux articles virulents au quotidien bruxellois La Dernière Heure, il voit son immunité parlementaire levée par 241 voix contre 72 et 167 abstentions ; toutefois il n'est pas inculpé.
En novembre 1962, le général Paul Gardy annonce « le ralliement sans réserve au CNR des éléments combattants de l'ancienne OAS Algérie » dans le journal Appel de la France. Le général Gardy est présenté comme vice-président du « Conseil National de la Résistance » dans le même mois.
Le CNR nie la légitimité du gouvernement français, et déclare illégal le référendum sur l’indépendance de l'Algérie de juillet 1962.

### Affaire Bastien-Thiry
En août 1962, le principal auteur de l’attentat du Petit-Clamart contre le général de Gaulle, le lieutenant-colonel Jean-Marie Bastien-Thiry, se réclame du Conseil National de la Résistance de 1962,. Selon Pierre Accoce, c'est le CNR qui aurait fait appel à Jean-Parie Bastien-Thiry en vue d'un rapt ; cet auteur précise que les membres du CNR ne s'accordaient pas sur le sort à réserver au général de Gaulle, certains parmi eux comme Jacques Soustelle et Antoine Argoud, n'étant pas opposés à un assassinat (ils auraient écrit que de Gaulle avait « cent fois mérité le châtiment suprême »), tandis que Georges Bidault souhaitait un enlèvement et une séquestration, qui auraient eu pour effet de déstabiliser le régime.

### Fin du CNR
Plusieurs figures du CNR-OAS sont arrêtées, comme Jacques Soustelle à Milan dès le 15 août 1962 ; il est poursuivi pour «atteinte à la sécurité de l'Etat», Bidault doit s'exiler au Brésil.
Antoine Argoud sera enlevé à Munich en février 1963 par les services spéciaux français. La réaction virulente de Bidault à cet enlèvement le contraint à s'établir au Brésil, après une série d'expulsions en Europe. En mai, Gardy passe la main à Pierre Sergent, qui crée le "Conseil National de la Révolution", dont l'objectif est d'organiser en Europe les mouvements anti-communistes. Soustelle, quant à lui, continue de surveiller la politique intérieure française.
En mai 1968, le conseil s'auto-dissout.